# Oudeland (Zélande)
Pour les articles homonymes, voir Oudeland.
Oudeland est un hameau appartenant à la commune néerlandaise de L'Écluse, situé dans la province de la Zélande.
Le hameau est situé à l'est de Terhofstede et fait partie du territoire du village de Retranchement.